# Merritt A. Edson
Merritt Austin Edson (25 de abril de 1897–14 de agosto de 1955), conhecido como "Red Mike", foi um General do Corpo de Fuzileiros Navais dos Estados Unidos. Entre as várias condecorações recebidas por ele em serviço, as principais são a Medalha de Honra, duas medalhas Cruz da Marinha, uma Estrela de Prata e duas medalhas Legion of Merit (Legião de Mérito). Ele ficou conhecido nos fuzileiros por sua participação na defesa do perímetro do rio Lunga durante a Batalha de Guadalcanal na Segunda Guerra Mundial.
Ele foi promovido a segundo-tenente nos Fuzileiros em outubro de 1917 e serviu na França e na Alemanha durante a Primeira Guerra Mundial. Depois da guerra ele aceitou vários trabalhos nas forças armadas até ir para a Escola de Combate em 1922. Depois de se formar, ele serviu na América Central e na China. Foi na América Central que ele recebeu sua primeira Cruz da Marinha e uma Medalha de Mérito nicaraguense com uma Estrela de Prata.
Na Segunda Guerra Mundial, Edson foi enviado para comandar os Marine Raiders (Divisão de elite dos Fuzileiros) e ganhou sua segunda Cruz da Marinha por bravura em Tulagi. Quando sua unidade foi enviada para lutar em Guadalcanal, Edson liderou suas tropas na luta que lhe daria a Medalha de Honra do Congresso, a mais alta condecoração militar dos Estados Unidos.
Depois da Segunda Guerra, Edson conseguiu vários trabalhos e comandos até se aposentar dos Fuzileiros em 1 de agosto de 1947. Depois ele trabalhou para a Associação Nacional de Rifles mas em 14 de agosto de 1955 ele cometeu suicídio.